# 워게이밍
워게이밍넷 (Wargaming.net) 은 1998년 벨라루스 민스크에서 설립된 전략 게임 개발사이다. 본사는 키프로스 니코시아에 있다.

## 소개
2007년 11월 워게이밍넷은 현재 800여명 규모의 독립 PC 게임 스튜디오인 아리스를 인수한다. 회사의 모토는 "전략적인 만족감"이란 문구를 쓰고 있다.
워게이밍넷은 매시브 어설트 시리즈로 잘 알려져 있으며 제2차 세계 대전을 기반으로 한 실시간 전략 게임 오더 오브 워,(스퀘어 에닉스 퍼블리싱),월드 오브 시리즈로 높은 인지도를 보유하고 있기도 하다
이 회사가 발매한 대표적인 게임으로는 2013년 11월 12일에 발매한 월드 오브 워플레인, 월드 오브 탱크, 월드 오브 워쉽 등이 있다.
또한 월드 오브 워쉽이 2016년 2월 4일 기준으로 슈퍼 테스트 후 출시되었다. 이의 모바일 버전인 월드 오브 워쉽 블리츠도 연달아 출시되기도 했다.

## 논란
2017년 5월에 워게이밍 직원 한 명이 유투브 콘텐츠 제작자 포치님 (SirFoch)이 워드 오브 탱크에 출전한 탱크를 비평했다고 디지털 밀레니엄 저작권법(DMCA)를 소송 하겠다고 한 이유로 논란이 일어났다.그 똑같은 년에, 워게이밍은 모바일 게이밍에 참가 하라며, (워게이밍 모바일) 분배를 새웠다.
2018년 2월에 워게이밍 미국 (Wargaming America)은 에머리빌 사무소를 폐업하다. 이 조치 때문에, 100명 직원들이 직장을 잃었다.
2021년 2월에, 워게이밍은 우크라이나에서 돈세탁을 참여한다고 고발당했다. 그 이유는 글로벌머니 유한책임회사 (Global Money llc), 워게이밍이 우크라이나에서 보다폰 (Vodaphone) 이랑 키이브스타 (Kyivstar) 통신사 회사들에 결재 서비스로 이용하던 회사가 범죄행위를 유죄로 밝혀진것 때문이다.
2021년 7월에, 워게이밍은 또다시 논란에 참여하였다. 유명한 월드 오브 워십에 상당한 양의 커뮤니티 콘텐츠 기부자/콘텐츠 제작자 (Community Contributors) 들이 항의 하므로, 그만 두었다. 이 이유는 전리품상자를 과도한 사용이랑 도박 역학을 사용한 것 에다가, 플레이어들이랑, 콘텐츠 제작자들 이 레스타 스튜디오 게임 개발자들한태 만성 혐오를 당한것 때문이다.

## 전차 복구
워게이밍은 여러 게임을 출시하면서 자본을 꽤 쌓았는데, 이 덕분에 워게이밍은 늪지대에 빠진 KV-1을 꺼내 복구하거나, 8호 전차 마우스를 쿠빙카 군사 박물관과 협력해 복원하였으며, T-34/76도 복원을 한다.